# Hildisvíni

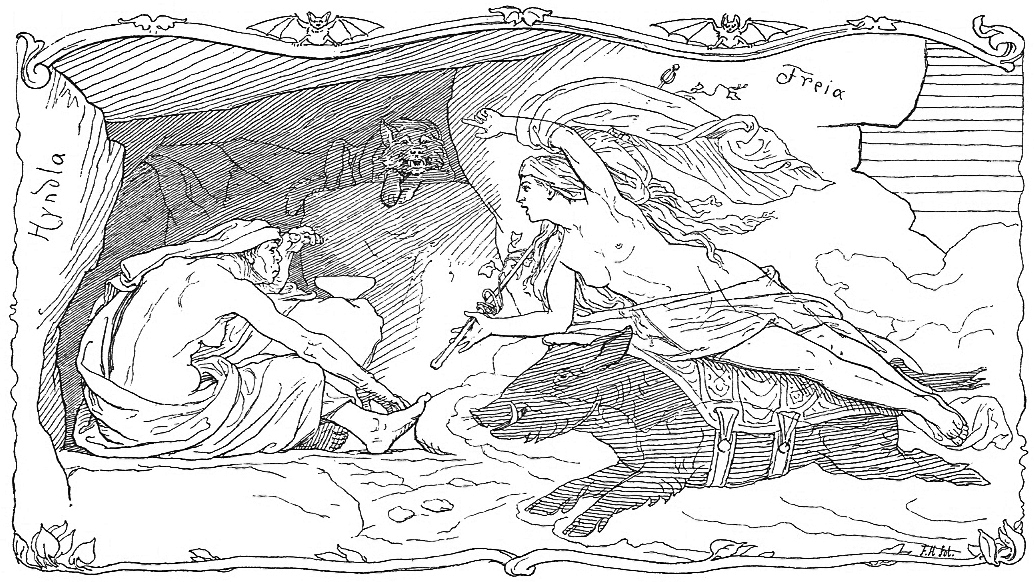
Freyja sobre Hildisvíni visitando a Hyndla. Ilustración de Lorenz Frølich (1895).

En la mitología nórdica, Hildisvíni (del nórdico antiguo: jabalí de batalla) según se relata en Hyndluljóð en la Edda poética era el jabalí de la diosa Freyja que cabalgaba cuando no utilizaba su carro tirado por gatos.
También era el casco de Áli que fue tomado por el rey sueco Adils luego de la batalla en el lago helado de Vänern, la cual terminó con la muerte de Áli.
En Beowulf, se dice que un jabalí en un casco protegía la vida del guerrero que lo utilizaba.
Entre los antiguos nórdicos, el jabalí era considerado un amuleto para la protección y un símbolo de fertilidad.